# Gloria Salii
Gloria Gibbons Salii és una política de Palau. És portadora del títol de bilung, que significa líder del clan Koror. Això la converteix en la dona amb la posició social més alta de Palau.

## Biografia
Gloria Salii és germana de l'ibedul de Koror, Yutaka Miller Gibbons, i està casada amb Carlos Salii (germà de Lazarus Salii, president de Palau de 1985 a 1988). L'ibedul és el cap tradicional del clan Koror. Ella pertany al clan Idid.
Gloria Salii va abandonar la universitat americana on estudiava per ocupar el seu lloc com a líder del clan Koror a Palau quan tenia vint anys. L'any 1994 va tenir un paper protagonista en la creació de la Conferència de Dones de Palau, una trobada anual on es reuneixen les líders de clans i que va ser l'origen de diverses lleis de defensa dels drets de les dones al país.

## Polèmiques
El 2019 va condemnar una parella, el vídeo íntim de la qual es va emetre sense el seu consentiment a l'aplicació Messenger, a pagar una multa. El vídeo va provocar polèmica al país, i la multa imposada per Gloria Salii també va provocar discussions a la xarxa. Uns dies després, la matriarca va ordenar a dues persones més que paguessin multes per insults que li van dirigir a Facebook. Entre les preguntes que planteja aquest cas hi ha la legitimitat del bilung per imposar multes. El seu paper de líder tradicional està reconegut per la Constitució de Palau. Alguns paluans creuen que va actuar en contra de la llibertat d'expressió.
El gener de 2022, després de la mort de Yutaka Gibbons, Gloria Salii va declarar que ara ella era bilung i ibedul, i va prendre el control de la casa dels líders tradicionals. Al maig, va indicar que havia escollit el seu fill James Lebuu Littler i que va rebutjar el seu competidor Alexander Merep, acceptat per la casa dels caps. Salii també rebutja que els Ibedul comparteixin el poder amb els Reklai, ja que considera que en el passat Koror va guanyar guerres contra ells i que l'Ibedul és el rang tradicional més alt de Palau, i cap altre pot igualar-lo.